# Saxônia do Norte
Saxônia do Norte (português brasileiro) ou Saxónia do Norte (português europeu) (em alemão: Nordsachsen) é um distrito (kreis ou landkreis) da Alemanha, situado no estado da Saxônia. Foi criado em agosto de 2008, como parte da reforma distrital na Saxônia, após a fusão dos distritos de Delitzsch e Torgau-Oschatz.

## Cidades e municípios
| Cidades | Municípios | Municípios |
| --- | --- | --- |
| 1. Bad Düben 2. Belgern-Schildau 3. Dahlen 4. Delitzsch 5. Dommitzsch 6. Eilenburg 7. Mügeln 8. Oschatz 9. Schkeuditz 10. Taucha 11. Torgau | 1. Arzberg 2. Beilrode 3. Cavertitz 4. Doberschütz 5. Dreiheide 6. Elsnig 7. Jesewitz 8. Krostitz 9. Laußig 10. Liebschützberg | 1. Löbnitz 2. Mockrehna 3. Naundorf 4. Rackwitz 5. Schönwölkau 6. Trossin 7. Wermsdorf 8. Wiedemar 9. Zschepplin |